# Kailao

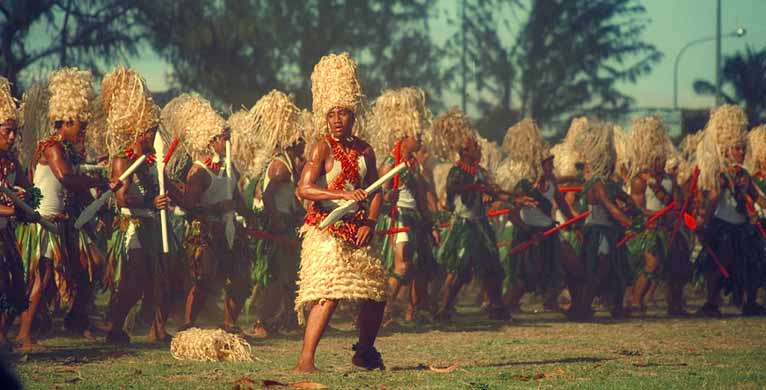
Kailao eseguita a Tonga per i 70 anni compiuti dal re (anno 1988)

La Kailao è una danza di guerra importata a Tonga dalla vicina isola di Wallis.

## Storia
La danza viene solitamente eseguita durante le cerimonie pubbliche e private. Gli uomini, portando in mano dei bastoni stilizzati chiamati pate kailao, danzano in un modo feroce che imita il combattimento, con l'accompagnamento di un tamburo o di una percussione metallica che stabilisce il tempo. Diversamente da molte altre danze tongane, la Kailao viene eseguita senza cantare. La sequenza di movimenti che deve essere eseguita dal gruppo viene dettata dal capo danza, che darà il nome della sequenza e quindi segnalerà quando iniziare. Le sequenze possono riguardare un combattimento simulato tra ballerini, cambiamenti nella formazione, e abilità riguardanti l'uso dello stesso pate kailao. La danza mostra la disciplina dei ballerini, l'obbedienza e l'abilità con la loro arma. Una danza rotumana simile, derivata anch'essa dall'originale dell'isola di Wallis, è chiamata similmente "ka'loa".

## Sipi Tau
La Sipi Tau, eseguita dalla nazionale di rugby a 15 delle Tonga prima di una sua partita, è una forma di Kailao, eseguita senza armi. Il suo testo fu scritto dal re Tama Tu'i Tāufaʻahau Tupou IV nel 1994, ma le sue origini sono molto più remote. Nelle Tonga prima dell'Ottocento non c'era una danza di guerra. Infatti parlare era considerato un segno di debolezza in battaglia prima della guerra. Ma nel XIX secolo, una danza di guerra fu introdotta dalle vicine isole Wallis e Futuna, che vennero annesse velocemente da Tonga.
Ci sono state diverse Sipi Tau usate dalla nazionale Tongana durante gli anni, ma non si sa quando queste vennero usate per la prima volta nel rugby. Quella più recente fu composta in onore di un tour breve di successo in Nuova Zelanda nel 1994.

### Testo della Sipi Tau
ʻEi e!, ʻEi ē!
Teu lea pea tala ki mamani katoa
Ko e ʻIkale Tahi kuo halofia.
Ke ʻilo ʻe he sola mo e taka

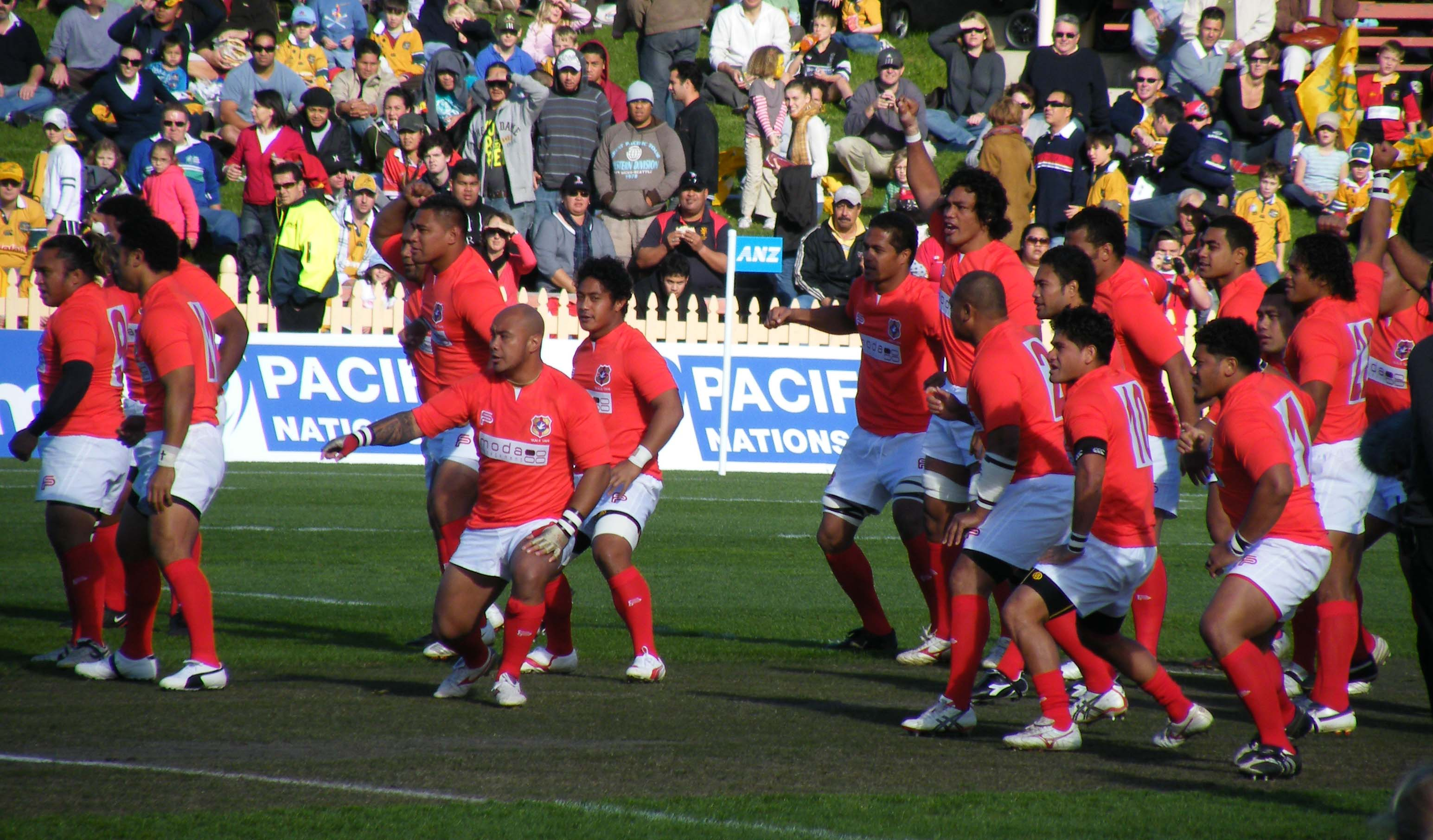
La nazionale di rugby tongana impegnata ad eseguire la Sipi Tau

Ko e ʻaho ni te u tamate tangata,
ʻA e haafe mo e tautuaʻa
Kuo huʻi hoku anga tangata.
He! he! ʻEi ē! Tū.
Te u peluki e molo mo e foueti taka,
Pea ngungu mo ha loto fitaʻa
Te u inu e ʻoseni, pea kana mo e afi
Keu mate ai he ko hoku loto.
Ko Tonga pe mate ki he moto
Ko Tonga pe mate ki he moto.
A partire dalla Coppa del Mondo di rugby 2011, venne usato un nuovo testo
Teu ke tau! (Leader)
Tonga! (Team)
Teu lea pea tala ki mamani katoa
Ko e ʻIkale Tahi kuo halofia.
Ke ʻilo ʻe he sola mo e taka
Ko e ʻaho ni te u tamate tangata,
'A e haafe mo e tautuaʻa
Kuo huʻi hoku anga tangata.
Ei! (Leader)
E!
Ei! (Leader)
E!
Te u peluki e molo mo e foueti taka,
Pea ngungu mo ha loto fitaʻa
Ngungu! (Leader)
ʻIo!
Ngungu! (Leader)
ʻIo!
Ko Tonga pe mate ki he moto (Leader)
Otua mo Tonga ko hoku tofi'a 
Ei e! (Leader)
Tonga!

## Traduzione in italiano del testo della Sipi Tau
Ehi, ehi! Ehi, ehi!
Dovrò parlare al mondo intero
Che le Aquile di Mare sono affamate
Che lo straniero e il forestiero siano attenti
Io oggi, il distruttore di anime, sono dappertutto
Per i mediani e i trequarti
Se n'è andata la mia umanità.
Ehi! Ehi! Ehi, Ehi! Elimina.
I maul e gli avanti io falcerò
E ogni cuore feroce io frantumerò
Io bevo l'Oceano, Io mangio il Fuoco
La mia volontà è buona fino alla Morte o alla Vittoria
Così è come Tonga muore per il suo motto
Tonga dà tutto per il suo motto
Traduzione del testo usato dal 2011:
Preparatevi per la battaglia!
Tonga!
Dovrò parlare al mondo intero
Che le Aquile di Mare si sono affamate
Che lo straniero e il forestiero siano attenti
Io oggi, il distruttore di anime, sono dappertutto
Per i mediani e i trequarti
Se n'è andata la mia umanità.
Ehi! Ehi!
Ehi!
Ehi! Ehi!
Ehi!
I maul e gli avanti io falcerò
E ogni cuore feroce io frantumerò
Frantumare!
Sì!
Frantumare!
Sì!
Così è come Tonga muore per il suo motto
Dio e Tonga sono la mia eredità
Ehi Ehi!
Tonga!